# Teliucu Inferior (gmina)
Teliucu Inferior – gmina w Rumunii, w okręgu Hunedoara. Obejmuje miejscowości Cinciș-Cerna, Izvoarele, Teliucu Inferior i Teliucu Superior. W 2011 roku liczyła 2334 mieszkańców.